# Daouda Camara
Dauoda Camara (ur. 1 stycznia 1976) – piłkarz gwinejski grający na pozycji obrońcy. W polskiej ekstraklasie rozegrał 24 mecze (2 w Amice, 22 w Dyskobolii). Ostatnim jego klubem był zespół Victorii Września.